# Championnats de Nouvelle-Zélande de cyclo-cross
Les championnats de Nouvelle-Zélande de cyclo-cross sont des compétitions de cyclo-cross organisées annuellement afin de décerner les titres de champion de Nouvelle-Zélande de cyclo-cross, chez les hommes et les femmes.

## Palmarès masculin

### Élites
| Année | Vainqueur        | Deuxième         | Troisième        |
| ----- | ---------------- | ---------------- | ---------------- |
| 2012  | Gary Hall        | Alexander Revell | Logan Horn       |
| 2013  | Alexander Revell | Gary Hall        | Brendan Sharratt |
| 2015  | Tristan Rawlence | Logan Horn       | Brendon Sharratt |
| 2019  | Brendon Sharratt | Nick Miller      | Campbell Pithie  |
| 2021  | Josh Burnett     | Samuel Shaw      | Brendon Sharratt |
| 2022  | Jacob Turner     | Adam Francis     | Sam Lindsay      |
| 2023  | Craig Oliver     | Coen Nicol       | Logan Horn       |
| 2024  | Craig Oliver     | Matthew Wilson   | Samuel Shaw      |

## Palmarès féminin

### Élites
| Année | Vainqueur        | Deuxième           | Troisième      |
| ----- | ---------------- | ------------------ | -------------- |
| 2012  | Kim Hurst        | Fiona McDermid     | Bridget Lodge  |
| 2013  | Jennifer Makgill | Gayle Brownlee     | Haley Davis    |
| 2015  | Anja McDonald    | Kath Kelly         | Gayle Brownlee |
| 2019  | Kate McIlroy     | Kim Hurst          | Hannah Miller  |
| 2021  | Kate McIlroy     | Samara Maxwell     | Myra Moller    |
| 2022  | Amy Hollamby     | Sharlotte Lucas    | Sonia Foote    |
| 2023  | Josie Wilcox     | Sharlotte Lucas    | Maria Laurie   |
| 2024  | Josie Wilcox     | Priscilla Thompson | Annabel Bligh  |